# Metol
Metol eller Etol, är ett handelsnamn för den organiska föreningen med formeln (C7H10NO)2SO4, är ett framkallningsämne för svartvita fotografier. Det är ett sulfatsalt av N-metylaminofenol.

## Framställning
Flera metoder finns för framställning av N-metylaminofenol. Det uppkommer genom dekarboxylering av N-4-hydroxyfenylglycin (Glycin). Det kan också erhållas genom reaktion av hydrokinon med metylamin genom upphettning med 4-klorfenol och kopparsulfat vid 135 °C i vattenlösning eller med hydrokinon vid 200–250 °C i alkohollösning.

## Användning
Metol är ett utmärkt framkallningsmedel för de flesta applikationer för kontinuerliga tonframkallare, och det har använts i stor utsträckning i publicerade utvecklarformler såväl som kommersiella produkter. Det är dock svårt att producera högkoncentrerade framkallningslösningar med Metol, och därför levereras de flesta Metolframkallare i torr kemikalieblandning. En framkallare som innehåller både Metol och hydrokinon kallas en MQ-framkallare. Denna kombination av medel ger större framkallningsaktivitet eftersom utvecklingshastigheten för båda medlen tillsammans är större än summan av utvecklingshastigheter av varje medel som används ensamt (superadditivitet). 
Denna kombination är mycket mångsidig och genom att variera mängderna Metol, hydrokinon och restrainer, och justera pH, kan hela sortimentet av kontinuerliga tonframkallare framställas. Därför ersatte denna form av Metol de flesta andra utvecklingsmedel förutom hydrokinon, fenidon (som är nyare än Metol) och derivat av fenidon. Speciella former är Eastman Kodak D-76 filmframkallare, D-72 tryckframkallare och D-96 filmnegativframkallare.

## Historik
Alfred Bogisch, som arbetade för ett kemiföretag som ägs av Julius Hauff, upptäckte 1891 att metylerad p-aminofenol har en mer kraftfull utvecklingsverkan än p-aminofenol. Hauff introducerade denna förening som ett framkallningsmedel. Den exakta sammansättningen av Bogisch och Hauffs tidiga Metol är okänd, men den metylerades med största sannolikhet vid ortopositionen av bensenringen (p-amino-o-metylfenol), snarare än vid aminogruppen. En tid senare kom Metol att betyda den N-metylerade sorten, och den o-metylerade sorten togs ur bruk. Aktien-Gesellschaft für Anilinfabrikation (AGFA) sålde denna förening under handelsnamnet Metol, som blev det i särklass vanligaste namnet, följt av Eastman Kodaks handelsnamn Elon. 
Eftersom det har använts för detta ändamål i över 100 år, och ofta av amatörfotografer, finns det en betydande mängd bevis för de hälsoproblem som kontakt med Metol kan orsaka. Dessa är huvudsakligen lokal dermatit i händer och underarmar. Det finns också vissa tecken på sensibiliserande dermatit, där upprepad exponering utlöser ett kroniskt tillstånd som är resistent mot medicin. Användningen av Metol i mycket frätande lösningar och förekomsten av andra material i mörkrum som har varit inblandade i dermatit - såsom sexvärda kromsalter - kan förvärra vissa hälsoeffekter.